# Al-Humazah
Al-Humazah (Il Detrattore) è la centoquattresima Sura del Corano, una sura meccana composta da 9 versetti. Questa sura tratta principalmente del tema del biasimo e della condanna di coloro che diffamano e detrattano gli altri, sottolineando le gravi conseguenze spirituali di tali comportamenti.

## Contenuto
- Il Detrattore: La sura inizia descrivendo il detrattore, colui che diffama e deride gli altri con parole sprezzanti e arroganti.
- La Raccolta delle Ricchezze: Viene descritto il desiderio ossessivo del detrattore di accumulare ricchezze materiali e di contarle ripetutamente.
- Le Fiamme dell'Inferno: Alla fine della sura, viene minacciata la punizione eterna nel fuoco dell'Inferno per coloro che commettono atti di detrattore e si rifiutano di pentirsi.

## Analisi
La Sura Al-Humazah è significativa perché mette in guardia contro il comportamento del detrattore e le gravi conseguenze spirituali di tali azioni. Essa condanna fermamente il comportamento di coloro che diffamano e deridono gli altri con parole sprezzanti e arroganti, evidenziando la malvagità di tale comportamento. Inoltre, la sura avverte delle gravi conseguenze spirituali di tali azioni, minacciando la punizione eterna nel fuoco dell'Inferno per coloro che si rifiutano di pentirsi. Pertanto, la sura serve come un richiamo alla responsabilità individuale e all'importanza della gentilezza, della compassione e del rispetto verso gli altri, invitando gli esseri umani a evitare il comportamento del detrattore e a cercare il perdono e la benevolenza di Allah.